# Ingolf
Ingolf ist ein männlicher Vorname.

## Herkunft und Bedeutung
Der  Name (Ing(w)+(w)olf) hat seinen Ursprung in der Germanischen Mythologie. Der Anfang 'Ing' geht zurück auf die ingwäonische Germanengottheit Ingwio, also „Wolf des Ingwio“.
Der Name und seine Varianten sind im deutschen und skandinavischen Sprachbereich gebräuchlich.

## Varianten
- Ingolf (althochdeutsch)
- Ingo (norddeutsche Kurzform)
- Ingólfur (isländisch)
- Spitznamen: Ingi

## Namenstag
21. Dezember

## Bekannte Namensträger
- Ingolf Baur (* 1964),  deutscher Fernsehmoderator
- Ingolf Brökel (* 1950),  deutscher Lyriker und Hochschullehrer
- Ingolf Burkhardt (* 1963), deutscher Jazztrompeter
- Ingolf Cartsburg (* 1963), deutscher Sportmoderator und Rugbyspieler
- Ingolf Elster Christensen (1872–1943), norwegischer Jurist und Politiker
- Ingolf Dahl (1912–1970), US-amerikanischer Komponist, Dirigent und Pianist
- Ingolf U. Dalferth (* 1948), deutscher Religionsphilosoph und evangelischer Theologe
- Ingolf Deubel (* 1950), deutscher Politiker
- Ingolf Diederichs (1964–1989), deutsches Opfer der Berliner Mauer
- Ingolf Ellßel (* 1954), deutscher Geistlicher der deutschen Pfingstbewegung und ehemaliger Präses des Bundes Freikirchlicher Pfingstgemeinden (BFP)
- Ingolf Ericsson (* 1951), schwedischer Archäologe
- Ingolf Fuhrmann (* 1931), deutscher Offizier
- Ingolf Gabold (1942–2025), dänischer Komponist und Fernsehproduzent
- Ingolf Gorges (1940–2008), deutscher Schauspieler
- Ingolf Gritschneder (* 1955), deutscher Journalist
- Ingolf Volker Hertel (* 1941), deutscher Physiker und Hochschullehrer
- Ingolf Huhn (* 1955), deutscher Regisseur und Theaterleiter
- Ingolf Krause (* 1961), deutscher Fußballtorwart
- Ingolf Kuntze (1890–1952), deutscher Schauspieler und Intendant
- Ingolf Kühn (* 1967), deutscher Biologe und Hochschullehrer
- Ingolf Kühn (Künstler) (* 1953), deutscher Künstler
- Ingolf Lück (* 1958), deutscher Schauspieler, Moderator und Comedian
- Ingolf Metze (* 1934), deutscher Finanzwissenschaftler
- Ingolf Mork (1947–2012), norwegischer Skispringer
- Ingolf S. Olsen (* 1963), färöischer Journalist, Gewerkschafter und Politiker
- Ingolf Pernice (* 1950), deutscher Rechtswissenschaftler
- Ingolf Pfahl (* 1958), deutscher Fußballspieler
- Ingolf von Rosenborg (* 1940), Angehöriger der dänischen Königsfamilie
- Ingolf Roßberg (* 1961), deutscher Politiker
- Ingolf Ruge (* 1934), deutscher Elektroingenieur und Hochschullehrer
- Ingolf Ruhloff (* 1943), deutscher Fußballspieler
- Ingolf Rød (1889–1963), norwegischer Segler
- Ingolf Schanche (1877–1954), norwegischer Schauspieler und Theaterintendant
- Ingolf Schelhorn (1934–2014), deutscher Maler und Grafiker
- Ingolf Schneider (* 1964), deutscher Fußballspieler
- Ingolf Timpner (1963–2018), deutscher Fotokünstler
- Ingolf Turban (* 1964), deutscher Violinist
- Ingolf Viereck (* 1962), deutscher Politiker
- Ingolf Wappler (* 1970), deutscher Politiker
- Ingolf Wiegert (* 1957), deutscher Handballspieler
- Ingolf Wunder (* 1985), österreichischer Pianist